# Kreis Hagenau
| Basisdaten               | Basisdaten                  |
| ------------------------ | --------------------------- |
| Bundesstaat              | Reichsland Elsaß-Lothringen |
| Bezirk                   | Unterelsaß                  |
| Verwaltungssitz          | Hagenau                     |
| Fläche                   | 636 km² (1910)              |
| Einwohner                | 80.292 (1910)               |
| Bevölkerungsdichte       | 106 Einw./km² (1910)        |
| Gemeinden                | 63 (1910)                   |
| Lage des Kreises Hagenau |                             |
| Lage des Kreises Hagenau |                             |

Der Kreis Hagenau war von 1871 bis 1920 ein deutscher Landkreis im Bezirk Unterelsaß des Reichslandes Elsaß-Lothringen. Das Gebiet des Kreises liegt heute im Arrondissement Haguenau-Wissembourg des französischen Départements Bas-Rhin.

## Geschichte
Nachdem Elsaß-Lothringen durch den Frankfurter Friedensvertrag an das Deutsche Reich gefallen war, wurde 1871 aus dem bis dahin französischen Arrondissement Haguenau der Kreis Hagenau gebildet. Nach dem Ende des Ersten Weltkrieges wurde der Kreis 1918 von Frankreich besetzt, kam am 17. Oktober 1919 unter französische Verwaltung und gehörte mit dem Inkrafttreten des Versailler Vertrages am 10. Januar 1920 wieder als Arrondissement Haguenau dem französischen Staat an.
Im Zweiten Weltkrieg stand Elsaß-Lothringen von 1940 bis 1944 unter deutscher Besatzung. Während dieser Zeit bildete das Gebiet des Arrondissements Haguenau den Landkreis Hagenau. Der Kreis wurde nicht im völkerrechtlichen Sinne annektiert, sondern war dem Gauleiter für den Gau Baden in Karlsruhe unterstellt. Zwischen November 1944 und Februar 1945 wurde das Kreisgebiet von alliierten Streitkräften eingenommen und anschließend an Frankreich zurückgegeben.

## Einwohnerentwicklung
| Einwohner     | 1871   | 1890   | 1900   | 1910   |
| ------------- | ------ | ------ | ------ | ------ |
| Kreis Hagenau | 73.534 | 73.671 | 78.134 | 80.292 |

Gemeinden mit mehr als 3000 Einwohnern (Stand 1910):
| Bischweiler | 8.149  |
| Hagenau     | 18.868 |
| Niederbronn | 3.323  |
| Reichshofen | 3.008  |
| Sufflenheim | 3.162  |

## Politik

### Kreisdirektoren
1871–188000Victor Sittel
1880–188700Ernst Senfft von Pilsach
1887–189200Julius Siegfried
1892–189700Klemm
1897–190000Freiherr von Gagern
1900–190300Gerber
1903–190900Friedrich Dittmar
1909–191300Heinrich Pauli
1913–191800Kurt Jerschke

### Landesausschuss
1879 bis 1911 wählte der Kreis jeweils einen Vertreter in den Landesausschuss des Reichslandes Elsaß-Lothringen. Dies waren
1879–188800Joseph Kleinclaus
1888–189100Ignace Reimbold
1891–189700Klemm
1897–190000Eugène Batiston
1900–190600Charles Seyler
1906–191100Karl Hauss

### Landkommissar
1940–999900Wolfgang Müller (kommissarisch)

### Landräte
1940–194200Wolfgang Müller
1942–194400Julius Ostertag (vertretungsweise)
1941–999900Wilhelm Schmidt

## Gemeinden
Im Jahre 1910 umfasste der Kreis Hagenau 58 Gemeinden. Durch kaiserliche Verordnung vom 2. September 1915 wurde der Name der Gemeinde Fortlouis amtlich in Ludwigsfeste geändert.
| - Auenheim - Bad Niederbronn - Batzendorf - Berstheim - Bischweiler - Bitschhofen - Dalhunden - Dambach - Dauendorf - Drusenheim - Engweiler - Forstfeld - Fortlouis (ab 1915 Ludwigsfeste) - Griesbach - Gumbrechtshofen-Niederbronn | - Gumbrechtshofen-Oberbronn - Gundershofen - Hagenau - Herlisheim - Hochstett - Hüttendorf - Kaltenhausen - Kauffenheim - Kindweiler - Leutenheim - Merzweiler - Mietesheim - Morschweiler - Neuhäusel - Niederschäffolsheim | - Oberbronn - Oberhofen - Offendorf - Offweiler - Ohlungen - Reichshofen - Rohrweiler - Roppenheim - Röschwoog - Rothbach - Runzenheim - Schirrhein - Schirrhofen - Schweighausen - Sesenheim | - Stattmatten - Sufflenheim - Überach - Uhlweiler - Uhrweiler - Uttenhofen - Wahlenheim - Walk - Weitbruch - Windstein - Wintershausen - Wittersheim - Zinsweiler |